# Houston County (Alabama)

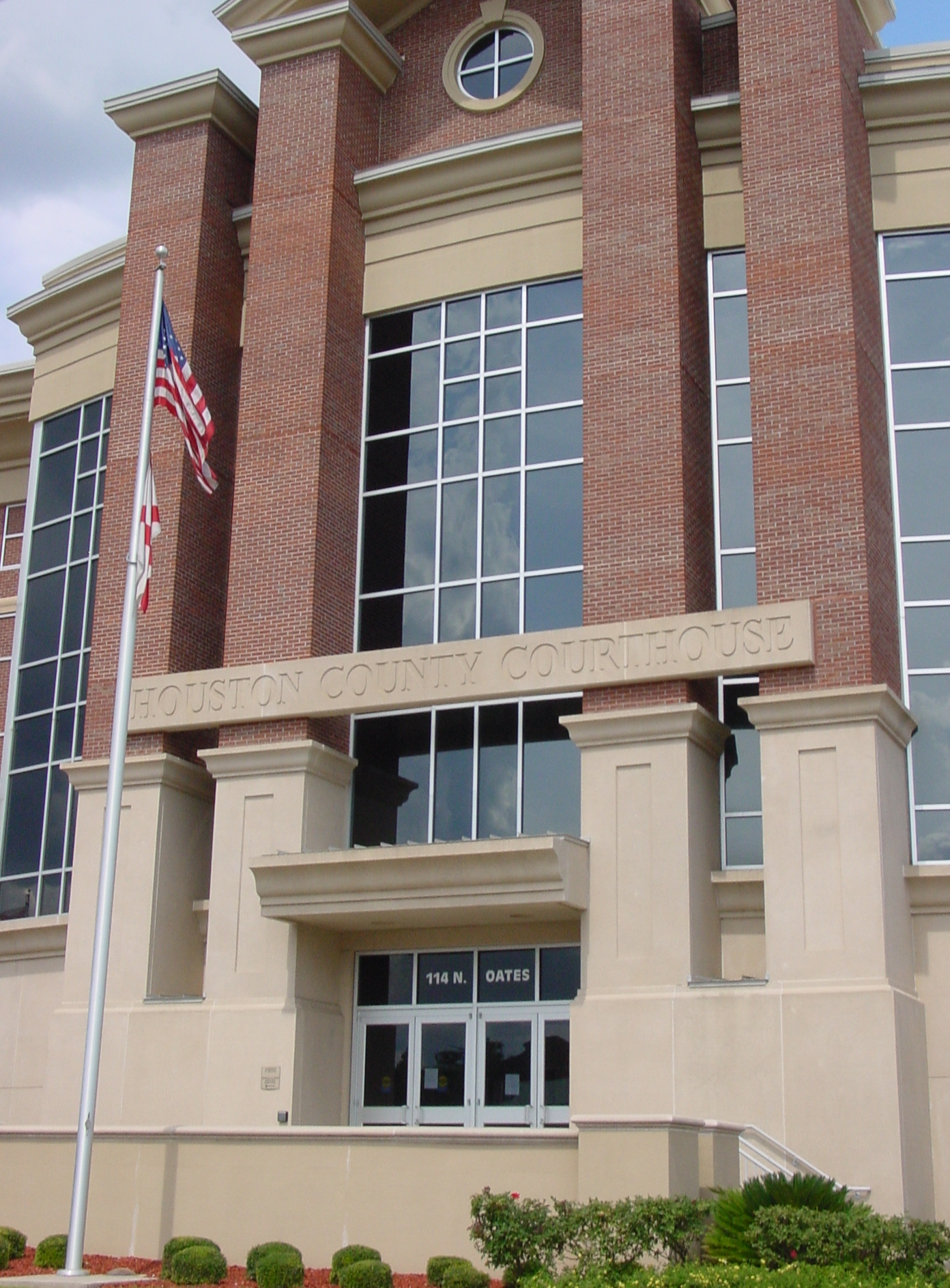
Houston County Courthouse in Dothan

Houston County is een county in de Amerikaanse staat Alabama.
De county heeft een landoppervlakte van 1.503 km² en telt 88.787 inwoners (volkstelling 2000). De hoofdplaats is Dothan.